# 李良 (1918年)
李良（1918年2月2日—1969年7月18日），原名林曾同，字同甫，男，祖籍福建闽侯，生于北京，中华人民共和国烈士。林则徐五世孙。

## 生平
李良原名林曾同，祖籍福建闽侯，为林则徐五世孙。父林步随曾任清廷留美学生总监及北洋政府国务院秘书长。他幼承家教，在北京汇文中学读书，16岁考上北京大学外文系，攻读英国语言文学，并自修德语、法语。1938年毕业后，在德通社和天津美国新闻处等地担任翻译。1940年前后，李良的弟弟妹妹凌青、傅秀、林子东相继参加中共地下抗日组织，他的家遂成为秘密联络点。1945年，李良在北平参加中共华北城工部，1947年加入中国共产党。第二次国共内战时期曾深入国民党内部，获取了美国战略情报局援蒋反共白皮书绝密文件。1948年曾掩护郭沫若等前往解放区出席全国政协会议。1948年初冬和父亲打入北平西苑军用机场，绘制了一份详尽的机场位置和配备草图。
1949年调入天津市公安局，先后任侦察组组长、副科长、三处科长等职，多次参加对间谍特务案件的侦破工作。1959年调入天津市公安学校，担任英语教师。1963年秋调入南开大学外文系，任英语教师。1964年春与外文系师生一起赴河北省丰南县参加四清运动。1965年奉命出国执行任务，1968年回国。1968年2月21日中央领导人作出对天津的“二二一讲话”后，天津开展了“砸烂公检法”运动，李良被诬以“里通外国”、“背叛投敌”等罪名，遭到批斗和酷刑逼供。1969年2月27日（一说7月18日）含冤去世。

## 身后
1969年10月被诬以“洋奴、汉奸、里通外国的死反革命分子”罪名，永远开除中国共产党党籍。
1977年12月14日，天津市公安局党委为李良做出平反决定。1977年12月31日，李良获彻底平反，被天津市人民政府追认为革命烈士。1978年7月18日，公安部发出通知，号召全国公安干警学习李良的英雄行为。1979年，群众出版社为其出版《烈火真金》一书。